# عملیات دیده‌بان جنوبی
عملیات دیده‌بان جنوبی یک عملیات نظامی هوامحور بود که توسط وزارت دفاع ایالات متحده از تابستان ۱۹۹۲ تا بهار ۲۰۰۳ انجام شد.
نیروی عملیات مشترک فرماندهی مرکزی ایالات متحده در جنوب غربی آسیا (JTF-SWA) مأموریت نظارت و کنترل حریم هوایی مناطق جنوبی مدار ۳۲ درجه شمالی در جنوب عراق را در دورهٔ پس از پایان جنگ خلیج فارس در سال ۱۹۹۱ تا تهاجم به عراق در سال ۲۰۰۳ بر عهده داشت.